# Football Network
Football Network era una red que cubría todos los aspectos del fútbol americano, incluida la NFL, el fútbol universitario, la escuela secundaria y varias ligas semiprofesionales y bajo techo. La red era propiedad de TFN, The Football Network, Inc., una corporación que cotiza en bolsa (OTCBB:TFBN).
TFN es una de las pocas cadenas de televisión a nivel nacional en los Estados Unidos que alguna vez ha sido propiedad de un afroamericano

## Historia

### Establecimiento
Football Network fue fundada en 1996 por Jantonio Turner, cuando quería encontrar más momentos destacados del fútbol y descubrió que no existía ningún otro canal dedicado exclusivamente al fútbol. Primero fue asesorado por Sheldon Altfeld, quien había lanzado su propio canal y estaba dando seminarios a emprendedores que deseaban comenzar sus propias redes. El 5 de septiembre de 1998, se realizó una transmisión preliminar del canal en un satélite de banda C. El canal continuó esta transmisión a tiempo parcial de dos horas todos los sábados con una hora en dos transpondedores diferentes. La cadena firmó una carta de intención, un primer paso hacia un acuerdo marco, con la National Cable Television Cooperative. Football Network se hizo pública el 20 de octubre de 1998, cuando comenzó a cotizar en el tablón de anuncios OTC para ayudarlo a atraer los fondos necesarios para su lanzamiento. Durante los años siguientes, la compañía sentó las bases para el establecimiento de un canal desde una extensa investigación de mercado cualitativa y cuantitativa, hasta la contratación de Newberger Greenberg and Associates, la firma consultora de medios que hizo los planes de negocios para The Golf Channel. En 2001, Jerry Solomon, esposo de Nancy Kerrigan, se unió a la red.
En 2003, varios otros canales deportivos únicos, incluidos Black Belt TV, Ice Channel, NFL Network y Tennis Channel, se unieron a TFN en busca de lanzar el nuevo nivel digital de cable. Mientras que GolTV y College Sports Television se lanzaron a principios de 2003. En marzo de 2003, la cadena y las 13 conferencias de la División I-AA de la NCCAA acordaron iniciar el Clásico All-Star de Fútbol Universitario de la División I-AA de la NCAA que se celebrará y transmitido el 30 de diciembre. En mayo de 2003, la compañía acordó un acuerdo para tener su sede en Baton Rouge, temporalmente en los estudios de Louisiana Public Broadcasting. Mientras tanto, se construiría una instalación permanente en el Parque Empresarial Bon Carré. Como parte del acuerdo, el estado tomaría menos del 10% de participación en el capital social de la empresa y otorgaría créditos fiscales por 15 años. Anteriormente, la empresa estaba ubicada en Lynnfield, Massachusetts. En julio de 2003, el canal Spike acordó llevar una hora de programación TFN a la semana. En agosto de 2003, The Football Network firmó la Atlantic Ten Conference, seguida de las ligas Patriot y Pioneer y las conferencias Southern, Big Sky y Big South. Para la Universidad de Maine Black Bears, un equipo de Atlantic 10, TFN planeó producir y transmitir simultáneamente en vivo ocho juegos para Fox Sports Net New England y la red. La Cooperativa Nacional de Televisión por Cable firmó un acuerdo marco con la cadena antes del 18 de agosto para que sus operadores de cable miembros les permitan captar el canal.
La cadena estaba distribuyendo su programación a finales de agosto de 2003 hasta el lanzamiento del cable. TFN tenía 50 juegos de la División I-AA en el calendario de su primer año. A principios de septiembre de 2003, se produjo una controversia ya que la NFL no permitió que Fox Sports Net usara imágenes para sus programas de deportes de fantasía. Solomon reveló que TFN ni siquiera solicitó el uso de imágenes, pero se sorprendió por la negativa de la NFL a su socio de transmisión Fox Sport. También a principios de septiembre, el Toronto Star informó que la Liga Canadiense de Fútbol se estaba moviendo para volver a publicar sus juegos en la televisión nacional de Estados Unidos solicitando ofertas a TFN, Fox Sports Net y WB. El 26 de septiembre de 2003, la red tuvo un lanzamiento suave, con un lanzamiento duro dirigido el 1 de noviembre. Antes del lanzamiento duro, la red permitía que los sistemas de cable captaran la red de forma gratuita. La tarifa de contrato esperada para los operadores en ese momento era gratuita durante los dos primeros años y, a partir de entonces, se situaría en alrededor de 10 centavos por suscriptor. En diciembre de 2003, la red, Cox Communications y Time Warner Cable acordaron permitir que sus sistemas locales determinaran si TFN se llevaría a cabo en ese sistema. Parte de la programación todavía se estaba distribuyendo mientras se transmitía simultáneamente en TFN. Por ejemplo, el partido Yale-Columbia Ivy League a principios de noviembre estaba en The Football Network mientras se mostraba en siete canales de televisión, incluido el canal de cable Empire Sports Network a través de un retraso de cinta el 2 de noviembre.
El canal salió al aire por un tiempo, solo salió del aire a fines de año, en la semana del 8 de diciembre, lo que puso a su equipo de producción de 30 en licencia sin pago. Football Network también canceló el All Star Game de la División I-AA, el programa clave de su lanzamiento. Su programa de fantasía Spike también fue cancelado esa semana. En ese momento, la red había producido 70 juegos. La lenta captación de capital y la lenta captación del operador de cable habían obstaculizado la red. El CEO Solomon indicó que se necesitaban entre $5 y $7 millones para volver a la transmisión en su nueva fecha objetivo del 19 de enero de 2004. Durante los dos años anteriores, desde que Solomon se unió a TFN, la compañía había gastado $3.5 millones por año, terminando con $2 millones en deuda. Costos y la distribución muy bajo, en combinación con la NFL el lanzamiento de su montaje en la red, Fox Sports Net lanzamiento de su suite de deportes de la universidad, y cuanto mayor sea el perfil de lanzamiento CSTV, hizo duradera en el aire difícil.
En octubre de 2004, Solomon había dejado el puesto de director ejecutivo. En junio de 2005, Robert Lucey, presidente de Putnam Investments, fue nombrado miembro de la junta directiva de la empresa. Turner anunció el 4 de agosto de 2009 un plan de reorganización para TFN. La empresa trasladó su sede al Parque Empresarial Bon Carré.

## Programación
Si bien planeaba no llevar a cabo ningún juego de la NFL y ningún juego universitario importante, los planes incluían tener Arena Football, fútbol australiano, División I-AA universitaria, escuela secundaria, Pop Warner, la Liga Mundial y juegos de repetición clásicos.  Se planearon programas adicionales en forma de fantasía, instrucción, películas, noticias, charlas y programas destacados y perfiles de jugadores. 
- CFL Playoff Game
- College Football Today
- Echoes of Glory - College Football Hall of Fame
- Founded 2003: Birth of a Tradition, formerly Coastal Carolina: Making of a Dream, una serie documental y primer programa emitido; siguió el primer año del programa de fútbol de la Coastal Carolina University
- College Football Scoreboard
- Fantasy Football Countdown
- TFN Preview Show
- TFN Tonight, a nightly wrap-up show
- Preps Game of the Week
- Spike, syndicated
  - Fantasy Football 2003 conDanny Sheridan, Paul Crane y Jerry Glanville
  - Football 101 con Kathleen Murphy y D'Marco Farr

### All-Star Classic de fútbol americano universitario de la División I-AA
En marzo de 2003, la cadena y las 13 conferencias de la División I-AA de la NCCAA acordaron iniciar el Clásico All-Star de Fútbol Americano Universitario de la División I-AA de la NCAA que se celebrará y transmitirá el 30 de diciembre en Fort Lauderdale, Florida. Los dos equipos llevarían el nombre del famoso entrenador de I-AA Eddie Robinson y del jugador Walter Payton. Uno de los primeros 50 elegidos para jugar en el juego de las estrellas fue el mariscal de campo senior de la Universidad Estatal del Sureste de Missouri, Jack Tomco. Para el 3 de noviembre de 2003, American Airlines había firmado como patrocinador presentador en un trato principalmente de trueque, intercambiando arreglos de viaje para entrenadores y jugadores por publicidad y exclusividad de categoría durante el juego; promoción adicional en el sitio web de TFN, Sports Byline USAsegmento de radio semanal y pancartas laterales y marcador; más entradas y hospitalidad.

## Presentadores
- Lisa Chelenza, reportera secundaria
- Paul Crane, presentador, jugada a jugada
- Jerry Glanville, presentador del estudio, comentarista afroamericana
- Kathleen Murphy, presentadora
- Danny Sheridan, presentador
- Pat Summerall, voz de la red